# La Tour-d’Aigues
La Tour-d’Aigues ist eine französische Gemeinde mit 4375 Einwohnern (Stand 1. Januar 2022) im Département Vaucluse in der Region Provence-Alpes-Côte d’Azur. Sie gehört zum Arrondissement Apt und ist Mitglied im Gemeindeverband Communauté Territoriale Sud-Luberon. Die Bewohner werden Tourains und Touraines genannt.

## Geographie
La Tour-d’Aigues befindet sich in der Région naturelle Pays d'Aigues im Südosten des Départements Vaucluse etwa 21 Kilometer südöstlich von Apt und etwa 23 Kilometer nordöstlich von Aix-en-Provence.
Das Gemeindegebiet besteht aus einer Reihe von Hügeln und Tälern mit zunehmenden Reliefunterschieden im Osten und Norden. Das Dorf liegt auf einer durchschnittlichen Höhe von 270 m, aber an anderen Orten in der Gemeinde sind die Hügel rund um das Dorf recht hoch: Turquerie 447 m, Bellair 377 m, Gassaude 443 m oder Bourguette 368 m.
Im Norden der Gemeinde erstreckt sich das Gebirge des Luberon mit dem Regionalen Naturpark Luberon, zu dem das Gemeindegebiet gehört. Südlich von La Tour-d’Aigues liegt das Tal der Durance. Die Gemeinde wird vom 24 Kilometer langen Fluss Èze durchflossen, der südwestlich von Pertuis in die Durance mündet.
Umgeben wird La Tour-d’Aigues von den acht Nachbargemeinden:
| Sannes La Motte-d’Aigues | Saint-Martin-de-la-Brasque                  | Grambois      |
| Ansouis                  | Kompassrose, die auf Nachbargemeinden zeigt | Mirabeau      |
| Pertuis                  |                                             | La Bastidonne |

## Verkehr
Die Route départementale D956 kommt von Südwesten aus Pertuis und führt nordöstlich weiter nach Grambois.
Nächstgelegener Bahnhof ist der Bahnhof Pertuis, mit dem man Anschluss an die Städte Lyon, Marseille und Aix-en-Provence hat.

## Geschichte

### Vorgeschichte
Das Gebiet um das Dorf wurde schon sehr früh besiedelt. An verschiedenen Stellen wurden neolithische und frühgeschichtliche (Bronze- und Eisenzeit) Keramikfragmente gefunden sowie Standorte einiger gallo-römischer villae ausgemacht. Das Calvet-Museum in Avignon besitzt einen in La Tour d’Aigues entdeckten Altar, der dem Mars Belado geweiht war.

### Mittelalter
Ausgrabungen einer kleinen Nekropole in der Rue de la Verrière belegen eine mittelalterliche Besiedlung bereits um das 7. Jahrhundert.
Im Jahr 1018 erscheint der Name Turris als Besitz des Béranger, Vizegraf von Avignon.
Im Jahr 1096 werden in einer Urkunde von Papst Urban II. die Kirche und das Priorat Notre-Dame de Romégas erwähnt, die zum Kapitel der Regularkanoniker von Saint-Ruf in Avignon gehören. Die Kirche befand sich damals etwa hundert Meter nördlich der Häuser des Dorfes, die sich um den „Turm“ des Béranger gruppierten.
Im 12. Jahrhundert gehörte Tour-d’Aigues zur Grafschaft Forcalquier. Die Grenze zwischen den seit langem rivalisierenden Grafschaften Forcalquier und Provence verlief damals entlang der Durance und ihre Vereinigung wird durch die 1193 geschlossene Heirat von Garsende de Forcalquier mit Alfons II. von Provence erreicht.
Ab 1240 bis Anfang des 15. Jahrhunderts übte die mit den Grafen von Forcalquier verwandte Familie Sabran die Grundherrschaft über La Tour-d’Aigues aus. Die Sabrans begannen außerhalb des Dorfes mit dem Bau einer neuen Burg, die sich allerdings auf einen großen Wehrturm, den heute noch vorhandenen Donjon, beschränkte. Die alte Burg verfiel langsam und wurde durch Häuser überbaut.
Das Dorf dehnte sich nach und nach in Richtung dieser neuen Burg aus. Wahrscheinlich hatte sie dabei mehrere aufeinanderfolgende Befestigungsmauern, von denen aber außer einigen Mauerfragmenten und zwei Eingangstoren nichts mehr erhalten ist. Die letzte Einfriedung, die auch das Priorat und die Kirche Notre-Dame de Romégas umfasste, stammt wahrscheinlich aus der zweiten Hälfte des 14. Jahrhunderts.
Zur Zeit des Hundertjährigen Krieges litt die Provence unter dem Durchzug von Söldnerplünderern. 1358 hielt sich Arnaud de Cervole in La Tour-d’Aigues auf, der mit seinen „Gascons“ die Region in Angst und Schrecken versetzte. 1391 wurde das Dorf von Truppen des berüchtigten Räuberhauptmanns Raimond de Turenne verwüstet, der seinen Sitz in Pertuis hatte.

### Neuzeit
Im 15. Jahrhundert ging die Grundherrschaft von den Sabrans auf die Agoults über. Diese mächtige provenzalische Familie gab dem Land ab 1420 einen neuen Schwung. Fouquet d’Agoult – Freund, Berater und Kämmerer von König René I. d’Anjou – war eine große Persönlichkeit. Er besaß etwa dreißig Seigneurien in der Provence, war reich und mächtig und prägte die Region mit drei großen Taten:
1. Gründung einer Baronie, die die Dörfer in der Vallée d’Aigues vereinte (aus der sich später die umfangreicheren Pays d’Aigues entwickelten)
2. Aufbau eines großen Wassernetzes von den Quellen von Mirail und Hermitans, durch den Étang de la Bonde, bis zum Schloss von La Tour-d’Aigues. Die Aquädukte hatten eine Länge von insgesamt 18 Kilometern und erstreckten sich auf dem Gebiet von fünf Dörfern. Sie stellten die Bewässerung der Felder, die Füllung der Schlossgräben und den Betrieb mehrerer Mühlen sicher.
3. Bau des Schlosses mit den beiden Eckrundtürmen um den Donjon

Im späten 18. Jahrhundert erlebte La Tour d’Aigues einen wirtschaftlichen Aufschwung durch Getreide- und Weinanbau sowie Textil- und Fayenceherstellung.

### Bevölkerungsentwicklung
| Jahr      | 1962 | 1968 | 1975 | 1982 | 1990 | 1999 | 2006 | 2018 |
| --------- | ---- | ---- | ---- | ---- | ---- | ---- | ---- | ---- |
| Einwohner | 1977 | 2103 | 2070 | 2433 | 3328 | 3860 | 3912 | 4333 |

## Kultur
La Tour-d'Aigues ist Sitz eines landesweit angesehenen Verlages, der Éditions de l’Aube.

## Sehenswürdigkeiten

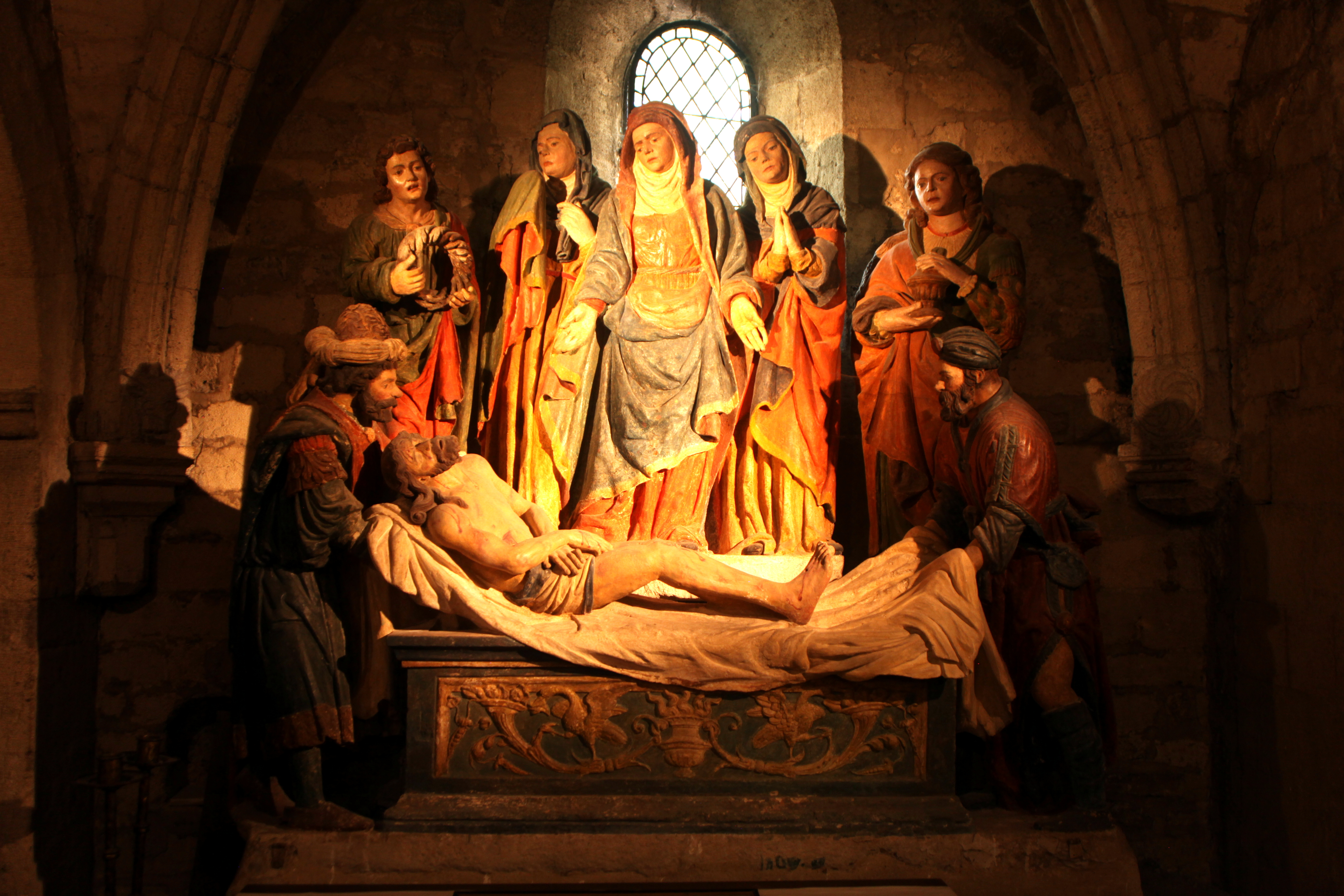
Grablegung-Christi-Skulpturengruppe in der Pfarrkirche Notre-Dame-de-Romégas

- Schloss La Tour-d’Aigues (im 16. und 17. Jahrhundert vollständig renoviert, kurz vor der Französischen Revolution niedergebrannt). Caterina de’ Medici wurde 1579 in dem Schloss empfangen.
- Fayence-Museum im Keller des Schlosses.
- Die Pfarrkirche Notre-Dame-de-Romégas gehörte anfangs zu einem Priorat, das von der Abtei Saint-Ruf in Avignon abhängig war. Vom 13. bis zum 17. Jahrhundert führte die wachsende Bevölkerung zu zahlreichen Veränderungen an der Kirche. Anfang des 18. Jahrhunderts wurde der als unzureichend empfundene romanische Chor aus dem 13. Jahrhundert durch einen weiteren auf der Westseite verdoppelt. Dieser wurde mit einer Kuppel überdacht, von drei mit Kalotten abgeschlossenen Apsiden umgeben und mit Trompe-l’œil-Malerei versehen. Die Kirche enthält eine schöne Grablegung-Christi-Skulpturengruppe aus dem 16. Jahrhundert und einige Gemälde aus dem 17. Jahrhundert.[3][4]
- Die ehemalige Kapelle Notre-Dame-de-Pitié wurde nach der Zerstörung des Vorgängerbaus im Jahre 1679 neu gebaut, 1794 profaniert und verkauft und anschließend in ein Wohnhaus umgewandelt.
- Maison d’Estienne du Bourguet, zwischen 1658 und 1671 erbaut, mit Wandgemälden aus dem 17. Jahrhundert
- Maison noble aus dem 16. Jahrhundert
- Kapelle Saint-Christophe in Le Parc, erbaut 1558
- Kapelle Saint-Victor, errichtet im 13. oder 14. Jahrhundert
- Die Burg in Le Tourel, erwähnt ab 1345 war Sitz eines kleinen Lehens als Unterlehen von Tour-d'Aigues, gegen Ende des 15. Jahrhunderts von Fouquet d’Agoult gekauft und in einen Bauernhof umgewandelt. Sie wurde vor dem 17. Jahrhundert mit Ausnahme des Turms zerstört, der in einen Taubenschlag umgewandelt wurde.
- Von der Abtei Saint-André-de-Villeneuve abhängiges ländliches Priorat, erwähnt ab 1118 mit zwei Kirchen (Saint-André und Saint-Pierre) und einer ländlichen Siedlung namens Le Revest, die vor der Mitte des 14. Jahrhunderts verlassen wurde. Ende des 14. Jahrhunderts wurde das Priorat zerstört, erworben von der Familie Hupais und im 17./18. Jahrhundert in ein Landhaus umgewandelt. Diese selbst wurde im 19. Jahrhundert in einen Bauernhof umgewandelt, die Kapelle zwischen 1837 und 1939 abgerissen.

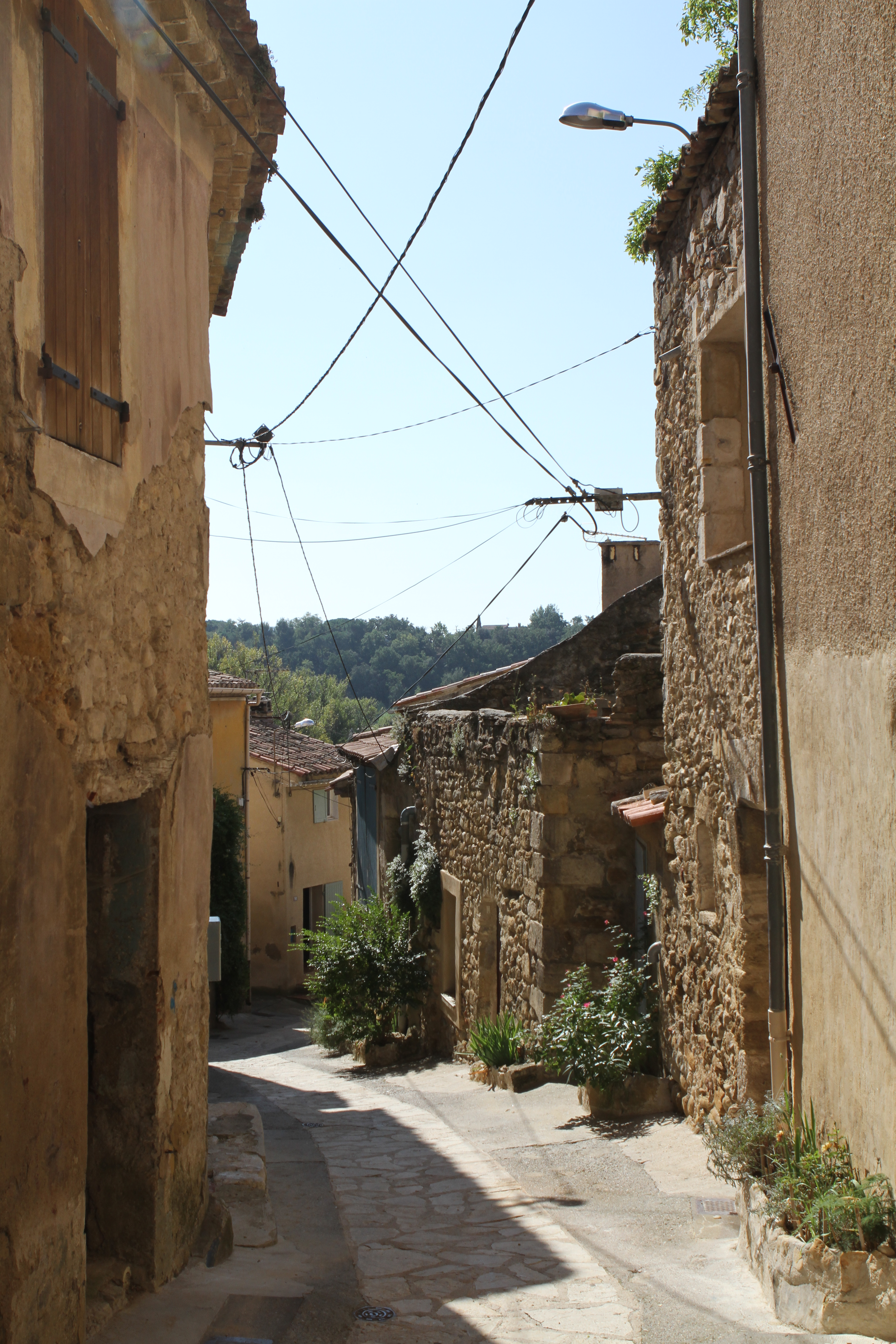
Gasse in der Altstadt
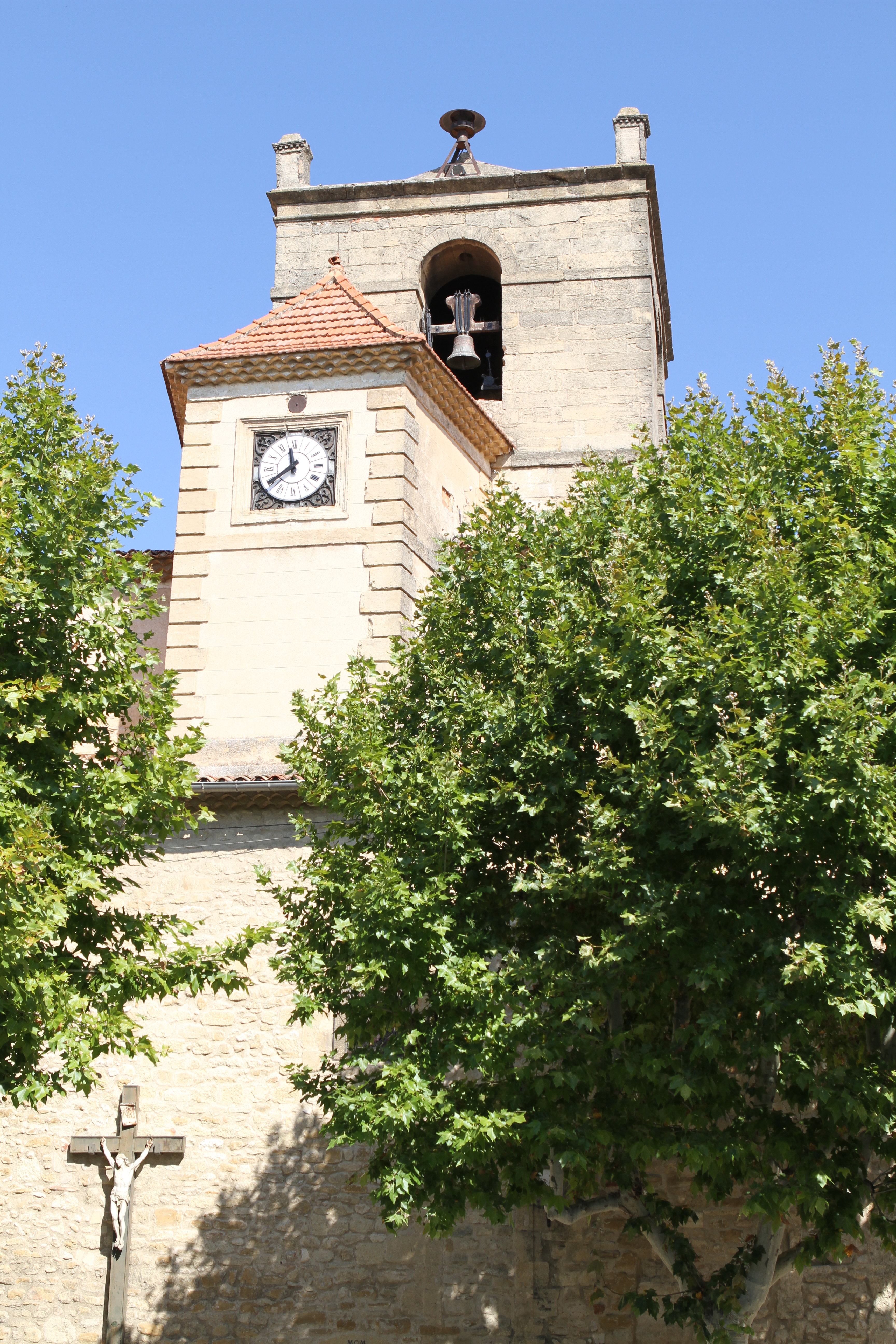
Notre-Dame-de-Romégas
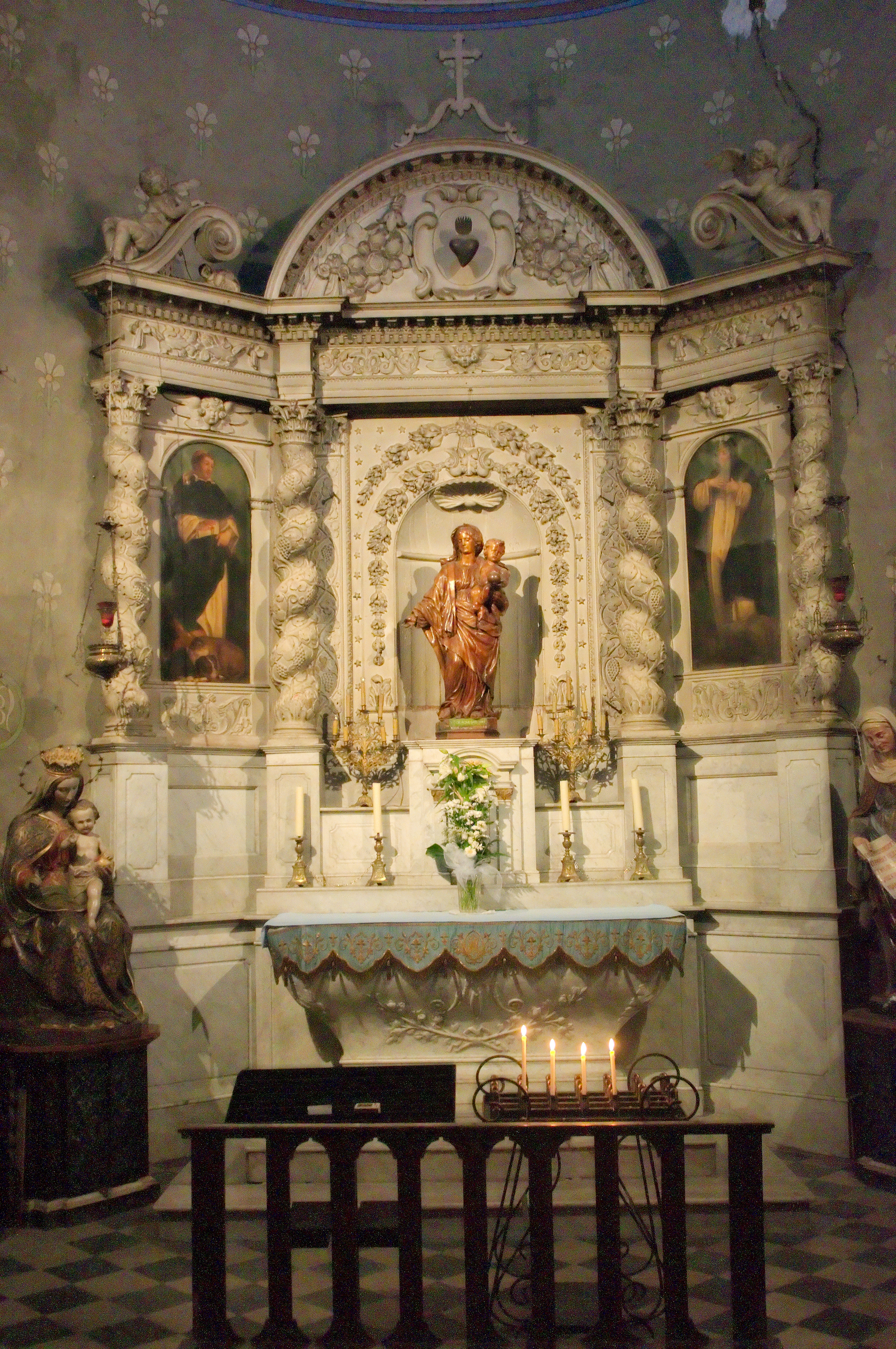
Altarbild der Kirche
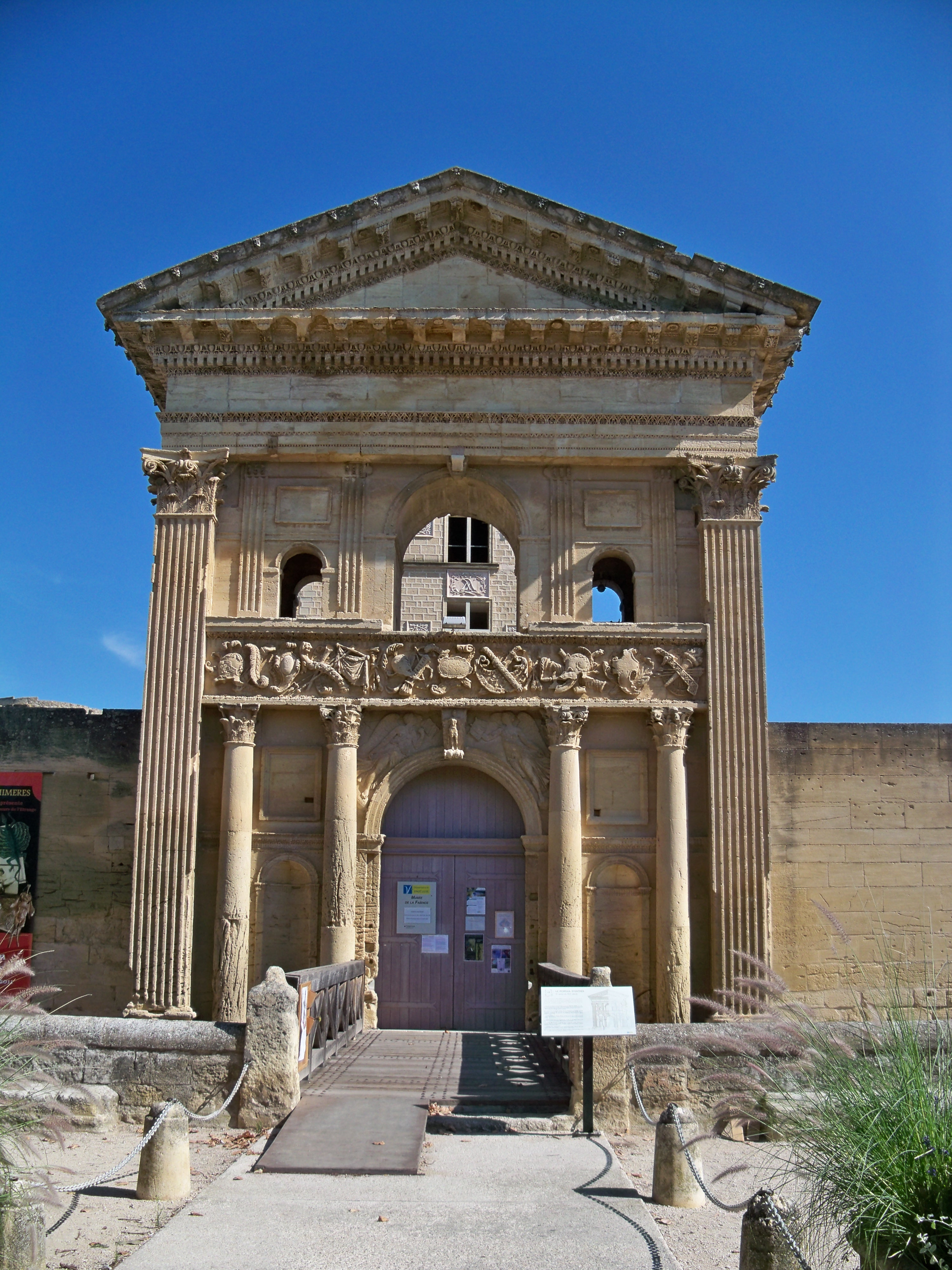
Eingang des Schlosses